# Metalakarboxylové kyseliny
Metalakarboxylové kyseliny, též hydroxykarbonyly, jsou komplexy kovů obsahující karboxylátové ligandy (COO−). Objevují se jako meziprodukty reakcí, do kterých je zapojen oxid uhelnatý nebo uhličitý.

## Vznik
Metalakarboxylové kyseliny se vytvářejí ataky hydroxidových iontů na elektrofilní karbonylové komplexy; příkladem může být reakce kationtového karbonylu železa se stechiometrickým množstvím zásady:
[(C5H5)(CO)2FeCO]BF4 + NaOH → [(C5H5)(CO)2FeCO2H + NaBF4
U jednoduchých karbonylů bývá tato přeměna někdy nazývána Hieberovou zásaditou reakcí. Dekarboxylacemi vzniklých aniontů vznikají aniontové hydridové komplexy. Příkladem komplexu vznikajícího tímto postupem může být hydrid tetrakarbonylu železa ([HFe(CO)4]−), vzniklý z pentakarbonylu.
Fe(CO)5 + NaOH → NaFe(CO)4CO2H
NaFe(CO)4CO2H → NaHFe(CO)4 + CO2

## Podobné sloučeniny
Metalokarboxylové kyseliny se vyskytují v rovnováze s karboxylátovými anionty, LnMCO2−.
Metalokarboxylátové estery (LnMCO2R) vznikají navázáním alkoxidů na karbonyly kovů:
[LnM-CO]+ + ROH → [LnM-CO2R] + H+
Metalokarboxamidy (LnMC(O)NR2) se vytváří navazováním aminů na karbonyly:
[LnM-CO]+ + 2 RNH2 → [LnM-C(O)N(H)R] + RNH3+
Jsou také známy deriváty metaladithiakarboxylových kyselin. Vytvářejí se reakcemi aniontových komplexů se sulfidem uhličitým.